# Rama (hinduizam)
Rama ili Ramahandra je kralj u Ajodhi u Indiji. U hinduizmu Rama je otelotvorenje boga Višnua. Njegova žena zove se Sita. Ramajana govori o Rami i ta stara epopeja ima otprilike 48 000 stihova. Najveći neprijatelj Rame je Ravana. Predstavlja se u obliku princa ratnika.
Rama je veoma popularan u hinduizmu.

## Literatura
- Mitologije 2000. (izdanje br.1),  953-171-651-X